# Liste der denkmalgeschützten Objekte in Vorderweißenbach
Die Liste der denkmalgeschützten Objekte in Vorderweißenbach enthält die 9 denkmalgeschützten, unbeweglichen Objekte der Gemeinde Vorderweißenbach in Oberösterreich (Bezirk Urfahr-Umgebung).

## Denkmäler
| Foto |                 | Denkmal                                                                | Standort                                             | Beschreibung | Metadaten |
| ---- | --------------- | ---------------------------------------------------------------------- | ---------------------------------------------------- | --- | --- |
| ja   | Datei hochladen | Altes Löfflergut HERIS-ID: 22084 Objekt-ID: 18412                      | Hinterweißenbach 32 Standort KG: Oberweissenbach     | Das Alte Löfflergut bzw. Winklergut wurde im zweiten Viertel des 18. Jahrhunderts errichtet und beinhaltet möglicherweise ältere Bauteile aus dem 17. Jahrhundert. Das vierseitige Gehöft mit angestiftetem Walmdach und hölzernem Dachreiter besitzt eine spätbarocke Fassade aus der Bauzeit mit Lisenengliederung, gebändertem Erdgeschoß, reichem Fensterdekor und geschwungenen Fensterverdachungen. Zudem wird die straßenseitige Fassade durch zwei Erker über toskanischen Säulen akzentuiert. | BDA-Hist.: Q37867027 Status: Bescheid Stand der BDA-Liste: 2025-06-30 Name: Altes Löfflergut GstNr.: .127/1 Altes Löfflergut, Hinterweißenbach                    |
| ja   | Datei hochladen | Taverne HERIS-ID: 5247 Objekt-ID: 1109                                 | Hinterweißenbach 38 Standort KG: Oberweissenbach     | Die zweigeschoßige, ehemalige Taverne mit Walmdach stammt aus dem dritten Viertel des 19. Jahrhunderts und ist mit dem Alten Löfflergut durch einen pilastergerahmten Torbogen verbunden. Die Fassade wurde durch ein schmales Mittelrisalit akzentuiert, die Fenster mit gerader Verdachung bzw. Rundbogengiebeln ausgestattet. | BDA-Hist.: Q37766436 Status: Bescheid Stand der BDA-Liste: 2025-06-30 Name: Taverne GstNr.: .127/4 Taverne Hinterweißenbach                                       |
| ja   | Datei hochladen | Keller HERIS-ID: 21132 Objekt-ID: 17447                                | bei Hinterweißenbach 38 Standort KG: Oberweissenbach | Der Keller der Gebäudegruppe um das Löfflergut befindet sich östlich der Anlage und ist mit der Jahreszahl 1833 bezeichnet. Der langgestreckte, eingeschoßige Bau verfügt über ein Satteldach und einen tiefen Eiskeller mit altem Gewölbe. Früher war der Keller unterirdisch mit dem Brauhaus verbunden, dieser Durchgang wurde im Zuge des Straßenausbaus (Verbreiterung) zugeschüttet. | BDA-Hist.: Q37859171 Status: Bescheid Stand der BDA-Liste: 2025-06-30 Name: Keller GstNr.: .126/3 Braukeller Hinterweissenbach                                    |
| ja   | Datei hochladen | Brauhaus HERIS-ID: 21133 Objekt-ID: 17448                              | Hinterweißenbach 38 Standort KG: Oberweissenbach     | Das Brauhaus liegt südöstlich des Alten Löfflergut und wurde 1830 als zweigeschoßiger Bau mit Satteldach errichtet. Das Schwarzenberg Bräu wurde bis in die 1950er Jahre produziert. Das Haupthaus fiel dem Bau der Landesstraße L1544 an gleicher Stelle zum Opfer, heute ist nur mehr das Sudhaus zu sehen. | BDA-Hist.: Q37859196 Status: Bescheid Stand der BDA-Liste: 2025-06-30 Name: Brauhaus GstNr.: .126/1 Brauhaus Hinterweißenbach                                     |
| ja   | Datei hochladen | Neues Löfflergut HERIS-ID: 5246 Objekt-ID: 1108                        | Hinterweißenbach 40 Standort KG: Oberweissenbach     | Das Neue Löfflergut wurde zwischen 1807 und 1813 als mächtiger vierseitiger Hof mit zwei Geschoßen, Mansarddach und klassizistischer Fassade errichtet. Die Fassade wurde durch ein gebändertes Erdgeschoß, geschnitzte Flügeltüren, geraden Fensterverdachungen und eisernen Fensterläden akzentuiert. | BDA-Hist.: Q37766295 Status: Bescheid Stand der BDA-Liste: 2025-06-30 Name: Neues Löfflergut GstNr.: .129 Neues Löfflergut, Vorderweißenbach                      |
| ja   | Datei hochladen | Pfarrhof HERIS-ID: 5248 Objekt-ID: 1110                                | Sternsteinstraße 4 Standort KG: Oberweissenbach      | Der Pfarrhof von Vorderweißenbach ist ein mächtiger, zweigeschoßiger Einspringerhof, der zwischen 1649 und 1653 errichtet wurde. Die Fassade weist eine Putzrahmengliederung auf und wird durch ein Segmentbogenportal akzentuiert. Der hofseitige Wirtschaftstrakt stammt aus dem Jahr 1893. | BDA-Hist.: Q37766651 Status: § 2a Stand der BDA-Liste: 2025-06-30 Name: Pfarrhof GstNr.: .29/1                                                                    |
| ja   | Datei hochladen | Kath. Pfarrkirche hll. Peter und Paul HERIS-ID: 38781 Objekt-ID: 38384 | Hauptstraße 13 Standort KG: Oberweissenbach          | Die Pfarrkirche wurde zwischen 1945 und 1948 unter Verwendung älterer Bauteile neu errichtet, wobei eine uneinheitliche Außenerscheinung entstand. | BDA-Hist.: Q37983927 Status: § 2a Stand der BDA-Liste: 2025-06-30 Name: Kath. Pfarrkirche hll. Peter und Paul GstNr.: .24 Sankt Peter und Paul (Vorderweißenbach) |
| ja   | Datei hochladen | Ehem. Braugasthof, Gasthof Mascher HERIS-ID: 22083 Objekt-ID: 18411    | Hauptstraße 4 Standort KG: Oberweissenbach           | Der Braugasthof von Vorderweißenbach entstand um 1800 als zweigeschoßiges Gebäude mit Walmdach und Fassade im Plattenstildekor. Das Innere wurde durch einen biedermeierlichen Umbau geprägt. | BDA-Hist.: Q37867014 Status: Bescheid Stand der BDA-Liste: 2025-06-30 Name: Ehem. Braugasthof, Gasthof Mascher GstNr.: .21/1                                      |
| ja   | Datei hochladen | Waldkapelle Maria Rast HERIS-ID: 17793 Objekt-ID: 14079                | Piberschlag Standort KG: Schönegg                    | Die Waldkapelle Maria Rast geht auf einen Bau zurück, der um 1700 errichtet wurde und als Wallfahrtsstätte diente. Nach dem Verbot der Wallfahrt und dem Abriss der Kapelle erfolgte 1836 ein Neubau, der zwischen 1861 und 1863 nach Westen erweitert wurde. Der halbkreisförmige, geschlossene Saalbau mit Kapellenanbau besitzt ein steiles, über dem Chor abgewalmtes Satteldach, Rundbogenfenster und ein Rechteckportal. Die Westfassade wurde als Giebelfront ausgeführt, der Turm trägt einen Zwiebelhelm. Im Inneren des fünfjochigen Saalbaus finden sich volkstümliche Deckenbilder und ein dreiteiliges Neobarock- bzw. Neorenaissance-Rentabel. | BDA-Hist.: Q37841502 Status: § 2a Stand der BDA-Liste: 2025-06-30 Name: Waldkapelle Maria Rast GstNr.: 1289/2 Schönegg - Maria Rast                               |